# بيرثا لويس
بيرثا لويس (بالإنجليزية: Bertha Lewis)‏ هي ناشِطة أمريكية، ولدت في 1951.